# Голіней Олег Васильович
Олег Васильович Голіней (нар. 27 травня 1985, с. Березівка, Полтавська область) — український військовослужбовець, полковник Національної гвардії України, учасник російсько-української війни, що відзначився у ході російського вторгнення в Україну. Герой України (2022).

## Життєпис
2002 року закінчив Кременчуцький ліцей з посиленою військово-фізичною підготовкою, 2007 — Військовий інститут ракетних військ та артилерії імені Б. Хмельницького Сумського університету, 2022 — Національний університет оборони України.

### Російсько-українська війна
У 2014 році служив у артилерійському підрозділі Збройних сил України, на системах залпового вогню БМ-30 «Смерч». Виконував завдання у Донецькій і Луганській областях на посадах від командира взводу до командира дивізіону.
2018 року переведений до Національної гвардії України. У військовому званні підполковника командував артилерійським підрозділом 4-ї бригади оперативного призначення НГУ.

### Російське вторгнення 2022
25 лютого 2022 під час наступу російських військ на м. Сіверськодонецьк гаубична артилерійська батарея під командуванням Олега Голінея поблизу смт Трьохізбенка Щастинського району знищила близько 30 осіб живої сили, танки Т-72 та БМП російських військ. Потім він забезпечив виведення з оточення особового складу своєї батальйонної тактичної групи, а також військовослужбовців інших частин Національної гвардії України.
3 березня поблизу м. Рубіжне його підрозділ знищив 2 російські самохідні артилерійські установки. 7 березня поблизу с. Воєводівка знищено колону російської техніки. 15 березня поблизу с. Смолянинове знищено 5 вантажівок, 10 одиниць автомобільної техніки, 4 паливозаправники та 2 БМП противника. 17 березня 2022 поблизу с. Кудряшівка знищено близько 20 одиниць автомобільної техніки. 18 березня артилеристи під командуванням Олега Голінея ліквідували командний пункт ворога, пункт забезпечення та склад боєприпасів військ РФ.
2022 року обійняв посаду заступника командира бригади з артилерії — начальника артилерії та отримав звання полковника, 2024 року призначений командиром Окремої артилерійської бригади Національної гвардії України.

## Нагороди
- звання «Герой України» з врученням ордена «Золота Зірка» (17 червня 2022) — за особисту мужність і героїзм, виявлені у захисті державного суверенітету та територіальної цілісності України, вірність військовій присязі.[3]